# Cassuk
Cassuk, auch Arsive/Acetabula, war ein arabisches Maß für Volumen und wurde für flüssige Waren verwendet.
- 1 Cassuk = 2 Cuathum = 8 Salgarin = 5 Pariser Kubikzoll ≈ 99,182 Milliliter
- 1 Dorach = 384 Cassuk/Arsive/Acetabula (röm.) = 1920 Pariser Kubikzoll[1] ≈ 38,085 Liter

Die Maßkette war 
- 1 Dorach = 8 Johein = 48 Kist/Ascat = 96 Corbin = 192 Keliath = 384 Cassuk/Arsive/Acetabula (röm.) = 768 Cuathum/Cyathos = 3072 Salgarin[2]